# Michel Piccoli
Jacques Daniel Michel Piccoli (Parigi, 27 dicembre 1925 – Saint-Philbert-sur-Risle, 12 maggio 2020) è stato un attore, regista, sceneggiatore e produttore cinematografico francese.

## Biografia

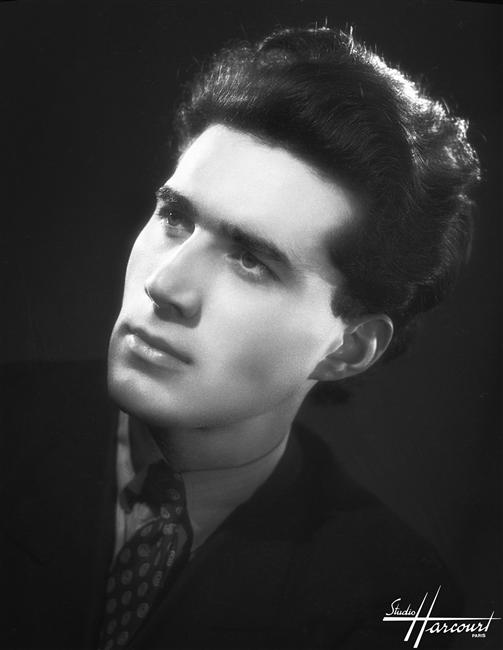
Michel Piccoli nel 1945

Nato in una famiglia di musicisti, con lontane origini ticinesi, da Marcelle Expert-Bezançon (1892-1990), pianista, e Henri Piccoli (1889-1975), violinista, esordì nel film Silenziosa minaccia (1945).
Il film che lo fece conoscere al grande pubblico internazionale fu Il disprezzo (1963) di Jean-Luc Godard, cui seguirono, tra i titoli più noti, Il diario di una cameriera (1964), La calda preda (1966), Dillinger è morto (1969), La via lattea (1969), La grande abbuffata (1973), Life Size (Grandezza naturale) (1974), Tre simpatiche carogne (1976), Salto nel vuoto (1979), La signora è di passaggio (1981), Passion (1982), Il generale dell'armata morta (1983), Mosse pericolose (1984), Viva la vita (1984), La bella scontrosa (1991), Compagna di viaggio (1995), Genealogia di un crimine (1997), Libero Burro (1998), La Petite Lili (2003), Specchio magico (2005), Belle toujours e Giardini in autunno (2006), La duchessa di Langeais (2007), Habemus Papam (2011), per il quale l'anno successivo vinse David di Donatello e il Premio Vittorio Gassman per il miglior attore protagonista al Bif&st di Bari.
Particolarmente importante il sodalizio con Marco Ferreri, che lo diresse in alcuni tra i suoi ruoli più celebri, come il protagonista di Dillinger è morto (1969), padre Amerin in L'udienza (1971) e uno dei quattro amici annoiati che si lasciano andare ai bagordi ne La grande abbuffata (1973). In coppia con Romy Schneider fornì una serie di eccellenti interpretazioni in numerosi film di successo nel corso degli anni '70: L'amante (1970), Il commissario Pelissier (1971) e Mado (1976) diretti da Claude Sautet, Trio infernale (1974) di Francis Girod e La signora è di passaggio (1982) di Jacques Rouffio.
Nel 1997 debuttò nella regia con Alors voilà, cui seguirono nel 2001 La plage noire e nel 2005 C'est pas tout à fait la vie dont j'avais rêvé. Nel 2012 partecipò al film Holy Motors. Michel Piccoli è morto il 12 maggio 2020 a causa di un ictus cerebrale nella sua residenza di Saint-Philbert-sur-Risle a 94 anni, ma la famiglia ne ha comunicato il decesso solo alcuni giorni dopo.

## Vita privata
Fu sposato in seconde nozze per undici anni con la cantante e attrice Juliette Gréco.
Politicamente impegnato, espresse più volte il suo sostegno al Partito Socialista Francese, scagliandosi spesso contro il partito di estrema destra Front National. Nel marzo 2007 firmò insieme a 150 intellettuali un appello a votare per Ségolène Royal alle elezioni presidenziali.

## Filmografia

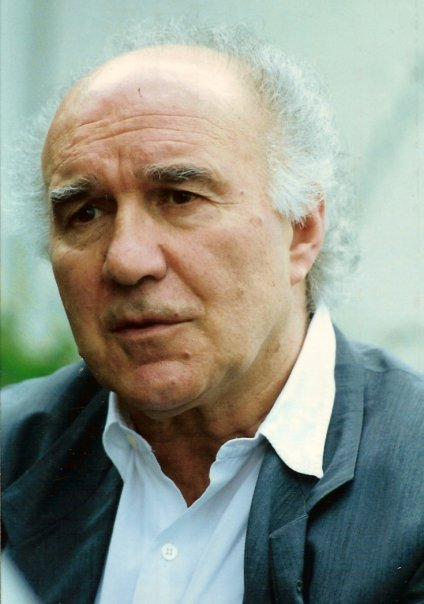
Michel Piccoli al Festival di Cannes nel 1993

### Attore
- Silenziosa minaccia (Sortilèges), regia di Christian-Jaque (1945)
- Le point du jour, regia di Louis Daquin (1949)
- Il vendicatore folle (Le parfum de la dame en noir), regia di Louis Daquin (1949)
- Terreur en Oklahoma, regia di André Heinrich – mediometraggio (1951)
- Torticola contre Frankensberg, regia di Paul Paviot – mediometraggio (1952)
- Chicago Digest, regia di Paul Paviot – mediometraggio (1952)
- La santa guerriera Giovanna D'Arco, episodio di Destini di donne (Destinées), regia di Jean Delannoy (1954)
- French Cancan, regia di Jean Renoir (1954)
- Aggressione armata (Interdit de séjour), regia di Maurice de Canonge (1955)
- Tout chante autour de moi, regia di Pierre Gout (1955)
- Ernst Thälmann - Führer seiner Klasse, regia di Kurt Maetzig (1955)
- Les mauvaises rencontres, regia di Alexandre Astruc (1955)
- Maria Antonietta, regina di Francia (Marie-Antoinette reine de France), regia di Jean Delannoy (1956)
- La selva dei dannati (La mort en ce jardin), regia di Luis Buñuel (1956)
- Le vergini di Salem (Les sorcières de Salem), regia di Raymond Rouleau (1957)
- Nathalie, regia di Christian-Jaque (1957)
- Raffiche sulla città (Rafles sur la ville), regia di Pierre Chenal (1958)
- Les Copains du dimanche, regia di Henri Aisner (1958)
- Tabarin, regia di Richard Pottier (1958)
- La Venere tascabile (La bête à l'affût), regia di Pierre Chenal (1959)
- La dragée haute, regia di Jean Kerchner (1960)
- Schiave bianche (Le bal des espions), regia di Michel Clément e Umberto Scarpelli (1960)
- Les petits drames, regia di Paul Vecchiali (1961)
- La chevelure, regia di Adonis Kyrou (1961)
- Le vergini di Roma, regia di Carlo Ludovico Bragaglia e Vittorio Cottafavi (1961)
- L'appuntamento (Le rendez-vous), regia di Jean Delannoy (1961)
- Fumée, histoire et fantaisie, regia di Edouard Berne e François Villiers (1962)
- Desideri nel sole, regia di Jacques Rozier (1962)
- Sensi inquieti (Climats), regia di Stellio Lorenzi (1962)
- Lo spione (Le doulos), regia di Jean-Pierre Melville (1962)
- Il giorno e l'ora (Le jour et l'heure), regia di René Clément (1963)
- Il disprezzo (Le Mépris), regia di Jean-Luc Godard (1963)
- Paparazzi, regia di Jacques Rozier (1964)
- Il diario di una cameriera (Le journal d'une femme de chambre), regia di Luis Buñuel (1964)
- La fortuna si chiama Lucky, episodio di L'amore e la chance (La chance et l'amour), regia di Charles L. Bitsch (1964)
- La calda pelle (De l'amour), regia di Jean Aurel (1964)
- Café Tabac, regia di Claude Guillemot (1965)
- 50.000 sterline per tradire (Masquerade), regia di Basil Dearden (1965)
- La coup de grâce, regia di Jean Cayrol e Claude Durand (1965)
- Vagone letto per assassini (Compartiment tueurs), regia di Costa-Gavras (1965)
- Lady L, regia di Peter Ustinov (1965)
- La guerra è finita, regia di Alain Resnais (1965)
- Marie Soleil, regia di Antoine Bourseiller (1966)
- Les ruses du diable, regia di Paul Vecchiali (1966)
- La calda preda (La curée), regia di Roger Vadim (1966)
- La voleuse, regia di Jean Chapot (1966)
- Le creature (Les créatures), regia di Agnès Varda (1966)
- Parigi brucia? (Paris brûle-t-il?), regia di René Clément (1966)
- Mon amour, mon amour, regia di Nadine Trintignant (1967)
- Josephine (Les Demoiselles de Rochefort), regia di Jacques Demy (1967)
- Il 13º uomo (Un homme de trop), regia di Costa-Gavras (1967)
- Bella di giorno (Belle de jour), regia di Luis Buñuel (1967)
- Benjamin ovvero le avventure di un adolescente (Benjamin), regia di Michel Deville (1968)
- La Chamade, regia di Alain Cavalier (1968)
- Diabolik, regia di Mario Bava (1968)
- La via lattea (La Voie lactée), regia di Luis Buñuel (1968)
- Dillinger è morto, regia di Marco Ferreri (1969)
- L'invitata, regia di Vittorio De Seta (1969)
- Topaz, regia di Alfred Hitchcock (1969)
- L'amante (Les Choses de la vie), regia di Claude Sautet (1970)
- L'invasione (L'Invasion), regia di Yves Allégret (1970)
- L'udienza, regia di Marco Ferreri (1971)
- Il commissario Pelissier (Max et les ferrailleurs), regia di Claude Sautet (1971)
- Darsela a gambe (La Poudre d'escampette), regia di Philippe de Broca (1971)
- Dieci incredibili giorni (La Décade prodigieuse), regia di Claude Chabrol (1971)
- La cagna, regia di Marco Ferreri (1971)
- Il fascino discreto della borghesia (Le charme discret de la bourgeoisie), regia di Luis Buñuel (1972)
- L'attentato (L'Attentat), regia di Yves Boisset (1972)
- La femme en bleu, regia di Michel Deville (1973)
- Il mangiaguardie (Themroc), regia di Claude Faraldo (1973)
- L'amico di famiglia (Les noces rouges), regia di Claude Chabrol (1973)
- La grande abbuffata, regia di Marco Ferreri (1973)
- Le Far-West, regia di Jacques Brel (1973)
- E cominciò il viaggio nella vertigine, regia di Toni De Gregorio (1974)
- Non toccare la donna bianca, regia di Marco Ferreri (1974)
- Trio infernale (Le trio infernal), regia di Francis Girod (1974)
- Grandezza naturale (Life size), regia di Luis García Berlanga (1974)
- Il fantasma della libertà (Le Fantôme de la liberté), regia di Luis Buñuel (1974)
- Tre amici, le mogli e (affettuosamente) le altre (Vincent, François, Paul... et les autres), regia di Claude Sautet (1974)
- La smagliatura (La Faille), regia di Peter Fleischmann (1975)
- Léonor, regia di Juan Luis Buñuel (1975)
- I baroni della medicina (Sept morts sur ordonnance), regia di Jacques Rouffio (1975)
- L'ultima donna, regia di Marco Ferreri (1976)
- Todo modo, regia di Elio Petri (1976)
- Come è cambiata la nostra vita (F... comme Fairbanks), regia di Maurice Dugowson (1976)
- Mado, regia di Claude Sautet (1976)
- Tre simpatiche carogne (René la canne), regia di Francis Girod (1977)
- L'imprécateur, regia di Jean-Louis Bertucelli (1977)
- I miei vicini sono simpatici (Des enfants gâtés), regia di Bertrand Tavernier (1977)
- Strauberg ist da, regia di Mischa Gallé (1978)
- Giallo napoletano, regia di Sergio Corbucci (1978)
- Una donna due passioni (La part du feu), regia di Étienne Périer (1978)
- L'état sauvage, regia di Francis Girod (1978)
- L'amante proibita (La petite fille en velours bleu), regia di Alan Bridges (1978)
- Zucchero (Le sucre), regia di Jacques Rouffio (1978)
- Foto ricordo (Le divorcement), regia di Pierre Barouh (1979)
- Tre per un delitto (Le mors aux dents), regia di Laurent Heynemann (1979)
- Docteur Teyran (1980), regia di Jean Chapot - Serie TV
- Du crime considéré comme un des beaux-arts, regia di Frédéric Compain (1980)
- Salto nel vuoto, regia di Marco Bellocchio (1980)
- Il prezzo della vita (Der Preis fürs Überleben), regia di Hans Noever (1980)
- Atlantic City, U.S.A. (Atlantic City), regia di Louis Malle (1980)
- La fille prodigue, regia di Jacques Doillon (1981)
- Gioco in villa, regia di Pierre Granier-Deferre (1981)
- Alzati spia (Espion, lève-toi), regia di Yves Boisset (1982)
- La signora è di passaggio (La passante du Sans-Souci), regia di Jacques Rouffio (1982)
- Il mondo nuovo, regia di Ettore Scola (1982)
- Passion, regia di Jean-Luc Godard (1982)
- Oltre la porta, regia di Liliana Cavani (1982)
- Gli occhi, la bocca, regia di Marco Bellocchio (1982)
- Una camera in città, regia di Jacques Demy (1982)
- Que les gros salaires lèvent le doigt!, regia di Denys Granier-Deferre (1982)
- Il prezzo del pericolo (Le prix du danger), regia di Yves Boisset (1983)
- Il generale dell'armata morta, regia di Luciano Tovoli (1983)
- Mosse pericolose (La diagonale du fou), regia di Richard Dembo (1984)
- Viva la vita (Viva la vie!), regia di Claude Lelouch (1984)
- Il successo è la miglior vendetta (Success Is the Best Revenge), regia di Jerzy Skolimowski (1984)
- Pericolo nella dimora (Péril en la demeure), regia di Michel Deville (1985)
- Tornare per rivivere (Partir, revenir), regia di Claude Lelouch (1985)
- Adieu Bonaparte, regia di Yusuf Shahin (1985)
- Mon beau-frère a tué ma soeur, regia di Jacques Rouffio (1986)
- Le paltoquet, regia di Michel Deville (1986)
- Rosso sangue (Mauvais sang), regia di Leos Carax (1986)
- La puritana (La puritaine), regia di Jacques Doillon (1986)
- La rumba, regia di Roger Hanin (1987)
- Das Weite Land, regia di Luc Bondy (1987)
- L'homme voilé, regia di Maroun Bagdadi (1987)
- Voglia d'amare (Maladie d'amour), regia di Jacques Deray (1987)
- Come sono buoni i bianchi!, regia di Marco Ferreri (1988)
- Blanc de Chine, regia di Denys Granier-Deferre (1988)
- Cinéma 16 - serie TV, episodio La ruelle au clair de lune, regia di Édouard Molinaro (1988)
- Milou a maggio (Milou En Mai), regia di Louis Malle (1990)
- Le bateau de Lu, regia di Christine Citti (1991)
- La bella scontrosa (La belle noiseuse), regia di Jacques Rivette (1991)
- Marta ed io, regia di Jiří Weiss (1991)
- Il ladro di ragazzi (Le voleur d'enfants), regia di Christian de Chalonge (1991)
- Les équilibristes, regia di Nikos Papatakis (1992)
- Le bal des casse-pieds, regia di Yves Robert (1992)
- From Time to Time, regia di Jeff Blyth (1992)
- La vie crevée, regia di Guillaume Nicloux (1992)
- Archipel, regia di Pierre Granier-Deferre (1993)
- La cavale des fous, regia di Marco Pico (1993)
- Rupture(s), regia di Christine Citti (1993)
- Train de nuit, regia di Michel Piccoli (1994)
- L'emigrante (al-Mohager), regia di Yusuf Shahin (1994)
- Bête de scène, regia di Bernard Nissile (1994)
- L'angelo nero (L'ange noir), regia di Jean-Claude Brisseau (1994)
- Cento e una notte, regia di Agnès Varda (1995)
- Compagna di viaggio, regia di Peter Del Monte (1996)
- L'insolente (Beaumarchais, l'insolent), regia di Édouard Molinaro (1996)
- Party, regia di Manoel de Oliveira (1996)
- Tykho Moon, regia di Enki Bilal (1996)
- Genealogia di un crimine (Généalogies d'un crime), regia di Raúl Ruiz (1996)
- Passione nel deserto (Passion in the Desert), regia di Lavinia Currier (1997)
- Rien sur Robert, regia di Pascal Bonitzer (1999)
- Libero Burro, regia di Sergio Castellitto (1999)
- París Tombuctú, regia di Luis García Berlanga (1999)
- Actors (Les acteurs), regia di Bertrand Blier (2000)
- Tout va bien, on s'en va, regia di Claude Mouriéras (2000)
- Ritorno a casa (Je rentre à la maison), regia di Manoel de Oliveira (2001)
- Quel giorno (Ce jour-là), regia di Raúl Ruiz (2003)
- Un homme, un vrai, regia di Arnaud e Jean-Marie Larrieu (2003)
- La Petite Lili, regia di Claude Miller (2003)
- Mal de mer, regia di Olivier Vinuesa (2004)
- Specchio magico (Espelho Mágico), regia di Manoel de Oliveira (2005)
- Giardini in autunno (Jardins en automne), regia di Otar Ioseliani (2006)
- Bella sempre (Belle toujours), regia di Manoel de Oliveira (2006)
- La duchessa di Langeais (Ne touchez pas la hache), regia di Jacques Rivette (2007)
- Rencontre unique, regia di Manoel de Oliveira, episodio del film Chacun son cinéma (2007)
- Boxes, regia di Jane Birkin (2007)
- Les toits de Paris, regia di Hiner Saleem (2007)
- De la guerre - Della guerra (De la guerre), regia di Bertrand Bonello (2008)
- La polvere del tempo (Trilogia II: I skoni tou hronou), regia di Theo Angelopoulos (2008)
- L'insurgée, regia di Laurent Perreau (2009)
- Un envol, regia di Simon Wallon (2009)
- Habemus Papam, regia di Nanni Moretti (2011)
- Holy Motors, regia di Leos Carax (2012)
- Le goût des myrtilles, regia di Thomas De Thier (2014)

### Regista
- Contre l'oubli, episodio "Pour Nasrin Rasooli, Iran" (1991)
- Train de nuit – cortometraggio (1994)
- Alors voilà (1997)
- La plage noire (2001)
- C'est pas tout à fait la vie dont j'avais rêvé (2005)

### Sceneggiatore
- Il generale dell'armata morta, regia di Luciano Tovoli (1983)

### Doppiatore
- Donald Sutherland ne Il Casanova di Federico Fellini - versione francese

## Riconoscimenti
- Festival internazionale del film fantastico di Avoriaz
1973 – Miglior attore per Il mangiaguardie
- Festival di Cannes
1980 – Prix d'interprétation masculine per Salto nel vuoto
- Festival internazionale del cinema di Berlino
1982 – Orso d'argento per il miglior attore per Gioco in villa
- Premio César
1982 – Candidatura per il migliore attore per Gioco in villa
1985 – Candidatura per il migliore attore per Mosse pericolose
1991 – Candidatura per il migliore attore per Milou a maggio
1992 – Candidatura per il migliore attore per La bella scontrosa
- Deutscher Filmpreis
1988 – Miglior attore protagonista per Das weite Land
1992 – Candidatura per il miglior attore protagonista per Marta ed io
- 7 d'Or Night
1989 – Miglior attore per La ruelle au clair de lune
- Mostra internazionale d'arte cinematografica di Venezia
1990 – Ciak d'oro speciale per Marta ed io
1997 – Premio Filmcritica "Bastone Bianco" per il miglior film per Alors voilà
- Golden Sacher Awards
1996 – Miglior attore per Compagna di viaggio
- Shanghai International Film Festival
1997 – Miglior attore per Compagna di viaggio
- 2001 - Premio Europa per il Teatro
- European Film Awards
2001 – Candidatura per il miglior attore per Ritorno a casa
2007 – Candidatura per il miglior attore per Bella sempre
2011 – Premio speciale onorario
2011 – Candidatura per il miglior attore per Habemus Papam
- Locarno Festival
2007 – Pardo per la miglior interpretazione maschile per Les toits de Paris
2007 – Excellence Award
- Love is Folly International Film Festival
2010 – Miglior attore per Les toits de Paris
- Nastro d'argento
2011 – Nastro d'argento europeo per Habemus Papam
- David di Donatello
2012 – Miglior attore protagonista per Habemus Papam
- Bari International Film Festival
2012 – Miglior attore per Habemus Papam
- Italian Online Movie Awards
2012 – Candidatura per il miglior attore protagonista per Habemus Papam

## Premio Europa per il Teatro
Nel 2001 fu insignito del IX Premio Europa per il Teatro, a Taormina, con la seguente motivazione:
Michel Piccoli ha debuttato sotto il segno del teatro – il suo Don Giovanni è rimasto celebre -, per approdare soltanto in seguito “sull’altra riva”, il cinema, e poi finalmente rassegnarsi alla relatività di una traiettoria intermedia fra le due arti. Ma tra le due sponde s’intessono dialoghi.
Piccoli seduce perché si colloca fra l’identità ben delineata dell’attore cinematografico e quella indefinita e duttile dell’attore teatrale. Quando, malgrado la sua fama cinematografica, registi teatrali del calibro di Bondy, Brook e Chéreau si sono rivolti a lui, lo hanno fatto senza dubbio in ragione di questa disponibilità, di questa apertura. Piccoli non era prigioniero di un’immagine, e apportava una presenza. Presenza disponibile, in grado di dar corpo alla prodigiosa varietà di ruoli che lo hanno condotto da Schnitzler a Čechov e Pirandello, da Shakespeare a Koltès. L’attore cinematografico sapeva tirarsi indietro per lasciare spazio al suo doppio, l’interprete teatrale. Che cosa si ama di Piccoli? Il suo porsi come un artista che resiste nel tempo senza rimanere intrappolato in un’icona… egli assicura una certezza eppure, conserva una dimensione nascosta. La luminosità non scaccia l’ombra che puntualmente accompagna il fulgore dell’attore mitico che egli è. In nessun aspetto Piccoli mostra mai una sola dimensione. Michel Piccoli è una figura europea. In lui non si ravvisa la star internazionale che ignora le frontiere, ma l’artista aperto che si impegna a superarle. Cittadino libero, egli non vuole esserne prigioniero, la sua intera vita testimonia l’insopprimibile desiderio di oltrepassare i confini. Confini nazionali oltre che artistici. Michel Piccoli rifiuta l’indifferenza civile. Non ha mai praticato il disimpegno, anzi ha sempre preso una posizione, si è schierato. In lui coincidono sempre l’etica dell’attore e la morale civile.
Se lo si erige a modello sarà sempre suo malgrado. Non ha niente dell’eroe che si mette in mostra. Piccoli, più di chiunque altro, ha saputo difendere la propria umanità. Un’umanità palpitante che continua ad alimentare le sue azioni e le sue parole. Michel Piccoli è un attore esemplare, responsabile di sé stesso come della propria arte.
In quell'occasione propose, al teatro Massimo "Bellini" di Catania, lo spettacolo Piccoli- Pirandello, à partir des Géants de la montagne, interpretato con Emmanuelle Lafon.

## Doppiatori italiani
Nelle versioni in italiano dei suoi film, Michel Piccoli è stato doppiato da:
- Pino Locchi in Nathalie, La calda pelle, La cagna, La grande abbuffata, Non toccare la donna bianca, Tre simpatiche carogne, Oltre la porta
- Emilio Cigoli in L'amante, Il commissario Pelissier, L'attentato, I baroni della medicina
- Bruno Alessandro in Trio infernale, Rosso sangue, Cento e una notte, Passione nel deserto
- Renato Turi in French Cancan, Lady L
- Roberto Villa in Bella di giorno, Topaz
- Gigi Proietti in Diabolik, Dillinger è morto
- Giorgio Piazza in L'invitata, Tre amici, le mogli e (affettuosamente) le altre
- Sergio Graziani in Giallo napoletano, Il ladro di ragazzi
- Gianni Musy ne L'insolente, Genealogia di un crimine
- Cesare Barbetti ne Il disprezzo
- Giorgio Capecchi in Vagone letto per assassini
- Giuseppe Rinaldi in La calda preda
- Luciano De Ambrosis in Parigi brucia?
- Carlo Reali ne La via lattea
- Renzo Montagnani in Dieci incredibili giorni
- Mario Bardella in Todo modo
- Vittorio Caprioli in Salto nel vuoto
- Giulio Brogi in Gli occhi, la bocca
- Mario Valgoi in Il generale dell'armata morta
- Sergio Tedesco in Mosse pericolose
- Mariano Rigillo in Milou a maggio
- Paolo Ferrari in La bella scontrosa
- Stefano De Sando in Giardini in autunno
- Walter Maestosi in Bella sempre
- Franco Zucca in La polvere del tempo
- Gianni Gaude in Holy Motors

Da doppiatore è stato sostituito da:
- Rino Bolognesi in È simpatico, ma gli romperei il muso
- Sergio Fiorentini ne La profezia delle ranocchie